# Myrmica ademonia
Myrmica ademonia är en myrart som beskrevs av Bolton 1995. Myrmica ademonia ingår i släktet rödmyror, och familjen myror. Inga underarter finns listade i Catalogue of Life.